# Välkommen på 50-årsfest
Välkommen på 50-årsfest var ett TV-program som från SVT som sändes för att fira 50-årsjubileet av att Sveriges Radio, som vid starten hette Radiotjänst. Den 4 september 1956 inledde de reguljära TV-sändningar som senare kom att bli Sveriges Television. Programmet sändes parallellt i både SVT 1 och SVT HD lördagen den 21 oktober 2006  klockan 20.00- cirka 22.08 då programmet blev några minuter längre än beräknat. Programmet repriserades dagen därpå klockan 12.00-cirka 14.00 i både SVT1 och SVT HD. Programmet var SVT:s första egenproducerade direktsändning i HDTV.
Toastmaster och programledare var journalisten Lars Adaktusson. Öppningsnumret var "Disco Inferno" som framfördes av  Pernilla Wahlgrens son Benjamin Wahlgren Ingrosso, som vunnit Lilla Melodifestivalen 2006. Andra medverkande var bland annat Darin, Lena Philipsson och komikerna Johan Glans och Robert Gustafsson.
Programmet sändes från Johanneshovs isstadion i Stockholm.

### Fotnoter
1. ↑  ”Svensk mediedatabas”. http://smdb.kb.se/catalog/search?q=%22V%C3%A4lkommen+p%C3%A5+50-%C3%A5rsfest%22&sort=OLDEST. Läst 30 mars 2011.